# آقای کاملا خوب
«آقای کاملاً خوب» (انگلیسی: Mr. Perfectly Fine) ترانه‌ای است که توسط خواننده-‌ترانه‌سرای آمریکایی تیلور سوئیفت است. این ترانه توسط ریپابلیک رکوردز در ۷ آوریل ۲۰۲۱، به‌عنوان سومین تک‌آهنگ از بی‌باک (نسخه تیلور) منتشر شد. این ترانه دراصل در سال ۲۰۰۸ به‌تنهایی توسط سوئیفت برای نسخهٔ اصلی آلبوم نوشته‌شده بود، و توسط سوئیفت و جک آنتونوف تهیه شده‌است.